# テリー・ジョージ
テリー・ジョージ（Terry George、1952年12月20日 - ）は、イギリスの映画監督、脚本家である。『ホテル・ルワンダ』を手がけたことで知られている。

## 経歴
1952年12月20日、ベルファストに生まれる。
1993年公開のジム・シェリダン監督作品『父の祈りを』で脚本家としてデビューを果たし、作品はベルリン国際映画祭で最高賞にあたる金熊賞を受賞。自身も処女作ながらもアカデミー脚色賞にノミネートされる。
1996年、『Some Mother's Son』で長編映画監督デビューを果たす。2004年、ドン・チードル主演の『ホテル・ルワンダ』の脚本、監督を務め、作品はトロント国際映画祭で最高賞にあたる観客賞を受賞。自身もアカデミー脚本賞にノミネートされる。
2011年には短編映画『海岸』を発表し、アカデミー短編映画賞を受賞した。
2013年、クイーンズ大学ベルファストの名誉学位を取得した。

## フィルモグラフィ

### 長編映画
- 父の祈りを In the Name of the Father （1993年） - 脚本・製作総指揮
- Some Mother's Son （1996年） - 監督・脚本
- ボクサー The Boxer （1997年） - 脚本
- ジャスティス Hart's War （2002年） - 脚本
- ホテル・ルワンダ Hotel Rwanda （2004年） - 監督・脚本・製作
- 帰らない日々 Reservation Road （2007年） - 監督・脚本
- チャンス! Whole Lotta Sole （2012年） - 監督・脚本・製作
- THE PROMISE/君への誓い The Promise （2016年） - 監督・脚本

### 短編映画
- 海岸 The Shore （2011年） - 監督・脚本・製作

### テレビ映画
- U.S.プラトーン A Bright Shining Lie （1998年） - 監督・脚本